# Arnéguy
Arnéguy (en basque: Arnegi) est une commune française, située dans le département des Pyrénées-Atlantiques en région Nouvelle-Aquitaine.
Arnéguy est une halte alternative sur le Camino navarro du pèlerinage de Saint-Jacques-de-Compostelle lorsque le mauvais temps ou l'enneigement du sol ne permet pas de passer par les hauteurs pyrénéennes du col de Lepoeder.

## Géographie

### Localisation
La commune d'Arnéguy se trouve dans le département des Pyrénées-Atlantiques, en région Nouvelle-Aquitaine et est frontalière avec l'Espagne (Communauté forale de Navarre).
Elle se situe à 125 km par la route de Pau, préfecture du département, à 59 km de Bayonne, sous-préfecture, et à 49 km de Mauléon-Licharre, bureau centralisateur du canton de Montagne Basque dont dépend la commune depuis 2015 pour les élections départementales.
La commune fait en outre partie du bassin de vie de Saint-Jean-Pied-de-Port.
Les communes les plus proches sont : 
Lasse (5,6 km), Saint-Michel (5,7 km), Çaro (6,7 km), Anhaux (6,7 km), Uhart-Cize (6,9 km), Estérençuby (7,0 km), Saint-Jean-Pied-de-Port (7,1 km), Ascarat (7,1 km).
Sur le plan historique et culturel, Arnéguy fait partie de la province de la Basse-Navarre, un des sept territoires composant le Pays basque,. La Basse-Navarre en est la province la plus variée en ce qui concerne son patrimoine, mais aussi la plus complexe du fait de son morcellement géographique. Depuis 1999, l'Académie de la langue basque ou Euskalzaindia divise la Basse-Navarre en six zones,. La commune est dans le Pays de Cize (Garazi), au sud-est de ce territoire.
La commune est frontalière avec l'Espagne (Navarre) au sud.

### Communes limitrophes
Les communes limitrophes sont  Lasse, Luzaide, Orbaizeta, Saint-Michel et Uhart-Cize.
|                        | Lasse                  | Uhart-Cize              |
| Luzaide/Valcarlos (es) | Arnéguy                | Uhart-Cize Saint-Michel |
|                        | Luzaide/Valcarlos (es) | Larraun (es)            |

### Hydrographie

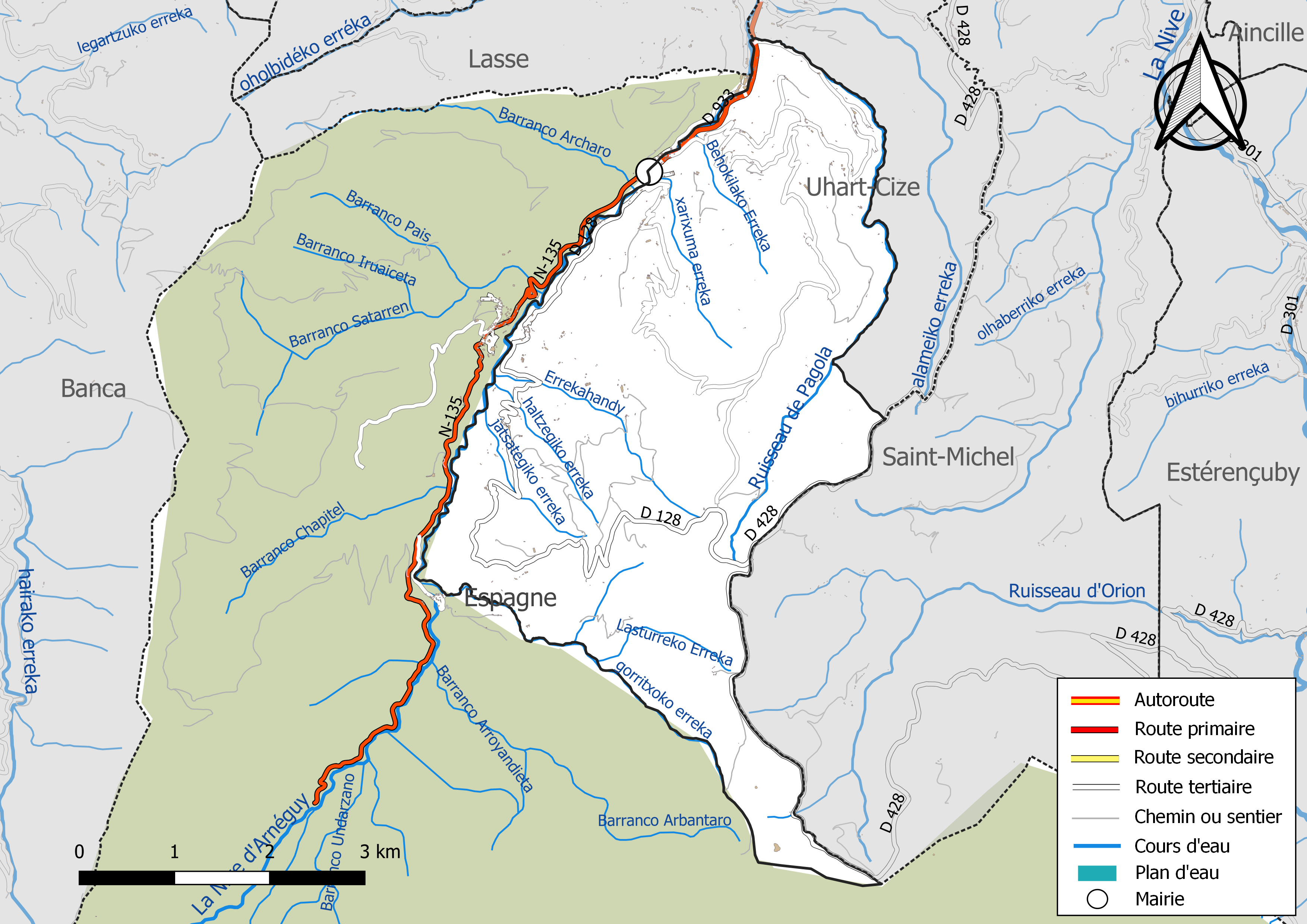
Réseaux hydrographique et routier d'Arnéguy.

La commune est drainée par la Nive d'Arnéguy, le ruisseau de Pagola, Barranco Archaro, Barranco Pais, Behokilako erreka, errekahandy, gorritxoko erreka, haltzegiko erreka, jatsategiko erreka, Lasturreko erreka, xarixuma erreka, et par divers petits cours d'eau, constituant un réseau hydrographique de 25 km de longueur totale,.
La Nive d'Arnéguy, d'une longueur totale de 20,8 km, naît au pied du col d'Ibañeta, dans la commune de Luzaide (Espagne), et s'écoule du sud vers le nord. Elle traverse la commune et se jette dans la Nive à Uhart-Cize, après avoir traversé 4 communes.

### Milieux naturels et biodiversité

#### Réseau Natura 2000
Le réseau Natura 2000 est un réseau écologique européen de sites naturels d'intérêt écologique élaboré à partir des Directives « Habitats » et « Oiseaux », constitué de zones spéciales de conservation (ZSC) et de zones de protection spéciale (ZPS).
Deux sites Natura 2000 ont été définis sur la commune au titre de la « directive Habitats », : 
- « la Nive », d'une superficie de 9 473 ha, un des rares bassins versants à accueillir l'ensemble des espèces de poissons migrateurs du territoire français, excepté l'Esturgeon européen[16] ;
- les « montagnes de Saint-Jean-Pied-de-Port », d'une superficie de 11 760 ha, une montagne à estives, espaces pastoraux d’altitude (au-dessus de 800–900 m) ouverts sur de vastes étendues[17] ;

#### Zones naturelles d'intérêt écologique, faunistique et floristique
L’inventaire des zones naturelles d'intérêt écologique, faunistique et floristique (ZNIEFF) a pour objectif de réaliser une couverture des zones les plus intéressantes sur le plan écologique, essentiellement dans la perspective d’améliorer la connaissance du patrimoine naturel national et de fournir aux différents décideurs un outil d’aide à la prise en compte de l’environnement dans l’aménagement du territoire.
Une ZNIEFF de type 1 est recensée sur la commune, : 
la « Haute Cize : forêt d'Orion et sommet d'Erozate » (2 703,85 ha), couvrant 4 communes du département et deux ZNIEFF de type 2,, : 
- les « montagnes de Saint-Jean-Pied-de-Port » (14 133,83 ha), couvrant 9 communes du département[20] ;
- le « réseau hydrographique des Nives » (3 596,23 ha), couvrant 33 communes du département[21].

## Urbanisme

### Typologie
Au 1er janvier 2024, Arnéguy est catégorisée commune rurale à habitat dispersé, selon la nouvelle grille communale de densité à sept niveaux définie par l'Insee en 2022.
Elle est située hors unité urbaine. Par ailleurs la commune fait partie de l'aire d'attraction de Saint-Jean-Pied-de-Port, dont elle est une commune de la couronne,. Cette aire, qui regroupe 22 communes, est catégorisée dans les aires de moins de 50 000 habitants,.

### Occupation des sols

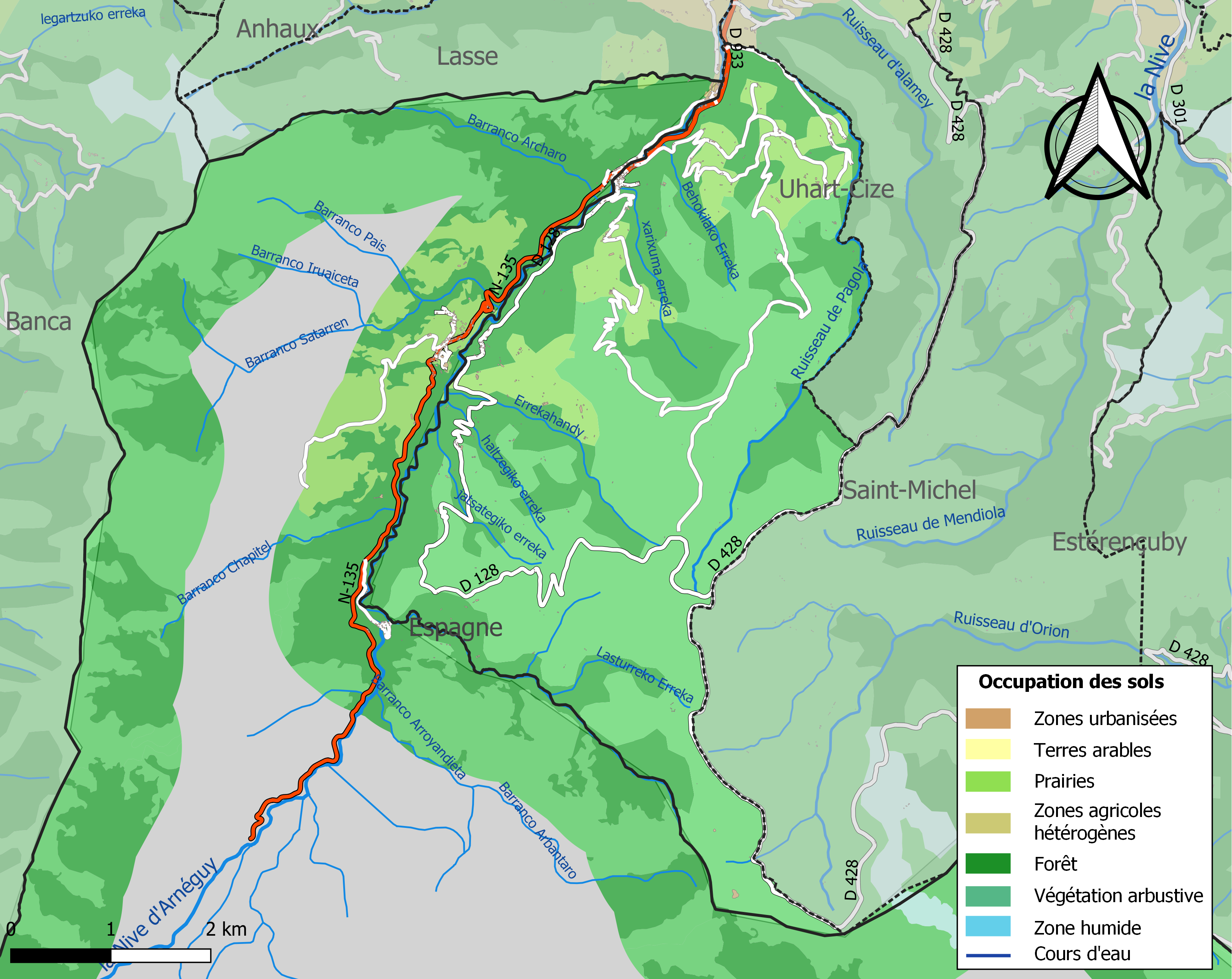
Carte des infrastructures et de l'occupation des sols de la commune en 2018 (CLC).

L'occupation des sols de la commune, telle qu'elle ressort de la base de données européenne d’occupation biophysique des sols Corine Land Cover (CLC), est marquée par l'importance des forêts et milieux semi-naturels (89,7 % en 2018), en augmentation par rapport à 1990 (88,4 %). La répartition détaillée en 2018 est la suivante : 
milieux à végétation arbustive et/ou herbacée (53,7 %), forêts (36 %), prairies (10,1 %), zones agricoles hétérogènes (0,2 %). L'évolution de l’occupation des sols de la commune et de ses infrastructures peut être observée sur les différentes représentations cartographiques du territoire : la carte de Cassini (XVIIIe siècle), la carte d'état-major (1820-1866) et les cartes ou photos aériennes de l'IGN pour la période actuelle (1950 à aujourd'hui).

### Lieux-dits et hameaux
- Achinéa[10]
- Achizaharréa[10]
- Achurléguyko Borda[10]
- Achurtéguiko Borda[10]
- Ahastako Borda[10]
- Antonénéa[10]
- Ardanche[10]
- Arloteko Etchola[10]
- Asquétako Borda[10]
- Aykalepoko Borda[10]
- Bachoa[26],[10]
- Bastillako Etchola[10]
- Behortéguia[10]
- Beillurtiko Borda[10],[26]
- Bernaténéa[10]
- Bichkarréa[10]
- Biscaya[10]
- Bordaberria (ruines)[10]
- Borderréa[10]
- Borderréko Borda[10]
- Buruchiriko Borda[10]
- Castellunia[10]
- Chahutzalénéa[10]
- Chakunéa[10]
- Bordes de Chaltro[10]
- Chaltroko Etchola[10]
- Charichumako Borda[10]
- Chiloko Borda[10]
- Churitako Borda[10]
- Cristobal[10]
- Croix Thibaud[10]
- Curutchetako Borda[10]
- Elhursaro (col d')[10]
- Esquietacharreko Borda[10]
- Gaïnéko Aleïra[10]
- Guerezieta[10]
- Guilchurindéguyko Borda[10]
- Haïleyko Borda[10]
- Hameka[10]
- Harcha[10]
- Harizpuruko Bordak[10]
- Héganzo (col - 1 065 mètres)[10]
- Ibarlako Bordak[10]
- Ichtehot[10]
- Ihancyko Borda[10]
- Inchaurénéa[10]
- Ithurhotzeko Etchola[10]
- Jakorria[10]
- Jatsaguneko Etcholak[10]
- Karttanéa[10]
- Kurianéa[10]
- Lagarsaro[10]
- Lampa[10]
- Larreburu[10]
- Lasturréko Borda[10]
- Legaticharreko Borda[10]
- Lisquetako Borda[10]
- Marluko Borda[10]
- Bordes de Martchot[10]
- Miachilotako Borda[10]
- Migueltho (fontaine de)[10]
- Mizpiralatzeko Borda[10]
- Mossoénéa[10]
- Ochéténéa[10]
- Ondarolle[26],[10]
- Ortchaïch[10]
- Oyhalgako Borda[10]
- Pagola[10]
- Péko Aleïra[10]
- Péko Martchot[10]
- Pelloarman[10]
- Puchuko Borda[10]
- Rolland (fontaine de)[10]
- Seroraeneko Borda[10]
- Udirinia[10]
- Uhaldéa[10]
- Urritkola Borda (ruines)[10]
- Zelzanéko Bordak[27],[10]
- Zemitzaleko Borda[10]
- Zestaoua[10]

### Voies de communication et transports
Arnéguy est desservie par les routes départementales D 933 (ancienne route nationale 133), D 128 et D 428.
En venant de France en direction de l'Espagne : en venant de Saint-Jean-Pied-de-Port : il faut emprunter la route départementale 933 le long de la nive d'Arnéguy, et faire environ sept kilomètres.
L'accès en provenance d'Espagne se fait en passant par le village frontalier espagnol de Valcarlos. La frontière se trouve sur le pont international, récemment créé pour éviter une boucle passant par la douane espagnole.

### Risques majeurs
Le territoire de la commune d'Arnéguy est vulnérable à différents aléas naturels : météorologiques (tempête, orage, neige, grand froid, canicule ou sécheresse), inondations, feux de forêts, mouvements de terrains et séisme (sismicité moyenne). Il est également exposé à un risque particulier : le risque de radon. Un site publié par le BRGM permet d'évaluer simplement et rapidement les risques d'un bien localisé soit par son adresse soit par le numéro de sa parcelle.

#### Risques naturels
Certaines parties du territoire communal sont susceptibles d’être affectées par le risque d’inondation par une crue torrentielle ou à montée rapide de cours d'eau, notamment la Nive d'Arnéguy. La commune a été reconnue en état de catastrophe naturelle au titre des dommages causés par les inondations et coulées de boue survenues en 1982, 1983, 2009, 2011, 2014 et 2021,.
Arnéguy est exposée au risque de feu de forêt. En 2020, le premier plan de protection des forêts contre les incendies (PDPFCI) a été adopté pour la période 2020-2030. La réglementation des usages du feu à l’air libre et les obligations légales de débroussaillement dans le département des Pyrénées-Atlantiques font l'objet d'une consultation de public ouverte du 16 septembre au 7 octobre 2022,.
Les mouvements de terrains susceptibles de se produire sur la commune sont des affaissements et effondrements liés aux cavités souterraines (hors mines). Afin de mieux appréhender le risque d’affaissement de terrain, un inventaire national permet de localiser les éventuelles cavités souterraines sur la commune.

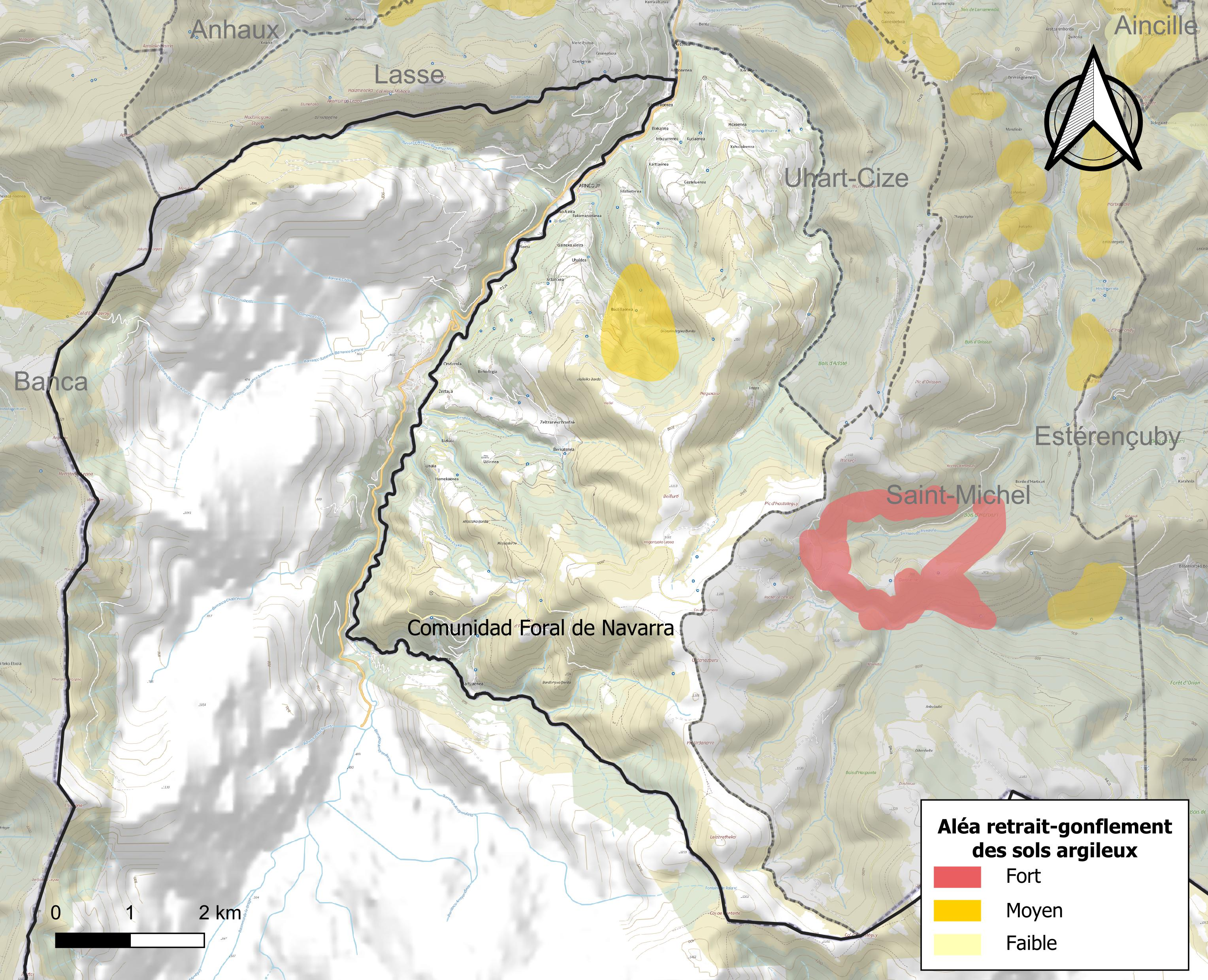
Carte des zones d'aléa retrait-gonflement des sols argileux d'Arnéguy.

Le retrait-gonflement des sols argileux est susceptible d'engendrer des dommages importants aux bâtiments en cas d’alternance de périodes de sécheresse et de pluie. 3,1 % de la superficie communale est en aléa moyen ou fort (59 % au niveau départemental et 48,5 % au niveau national). Depuis le 1er octobre 2020, en application de la loi ELAN, différentes contraintes s'imposent aux vendeurs, maîtres d'ouvrages ou constructeurs de biens situés dans une zone classée en aléa moyen ou fort,.
Concernant les mouvements de terrains, la commune a été reconnue en état de catastrophe naturelle au titre des dommages causés par des mouvements de terrain en 2014.

#### Risque particulier
Dans plusieurs parties du territoire national, le radon, accumulé dans certains logements ou autres locaux, peut constituer une source significative d’exposition de la population aux rayonnements ionisants. Selon la classification de 2018, la commune d'Arnéguy est classée en zone 3, à savoir zone à potentiel radon significatif.

## Toponymie

### Attestations anciennes
Le toponyme Arnéguy est documenté sous les formes 
Arranegui (1284,), 
Arranegui de supra (1284), 
La Ferrière d'Arranegui et Arrenéguy (1614 pour ces deux formes, archives de l'Empire, J 917 no 4), 
Arneguy (1614), 
Rénéguy (XVIIe siècle, plan du Val d'Erro), 
Notre-Dame d'Arnéguy (1703, visites du diocèse de Bayonne), 
Arnegui (1793 et 
Arneguy (1801, Bulletin des lois).

### Étymologie
Arnéguy est la contraction d'un ancien Arran-hegi que Jean-Baptiste Orpustan interprète par 'bord d'épineux',.

### Autres toponymes
Le toponyme Basoa - ('le bois') est un hameau noté Bachoa en 1863 par le dictionnaire topographique Béarn-Pays basque de même que Beillurte (d’où la ’grange de Beillurte’ ou Beillurteko Borda) un sommet situé sur le territoire de la commune.
Le toponyme Ondarrola - ('cabane du fond') est documenté sous les formes 
Undarolle (1754, comptes du chapitre de Bayonne) et 
Ondarrolle (1863, dictionnaire topographique Béarn-Pays basque).

### Graphie basque
Son nom basque actuel est Arnegi.

## Histoire
Jusqu'au XVIIIe siècle, Arnéguy était un quartier de la commune de Luzaide. Les différents traités entre la France et l'Espagne firent d'elle une commune indépendante française.
Jean-Baptiste Orpustan signale qu’Arnéguy tien son nom de deux maisons anciennes de Valcarlos, « l'une du haut et l'autre du bas ».
C'est à Arnéguy que fut signé en 1614 l'accord qui réglait le différend séculaire entre les habitants de la vallée de Baïgorry et ceux du val d'Erro portant sur les pacages des Aldudes.
Arneguy marquait l'extrémité sud de la Ligne de démarcation, séparant la zone libre de la zone occupée en France pendant la Seconde Guerre mondiale.

## Politique et administration

### Liste des maires

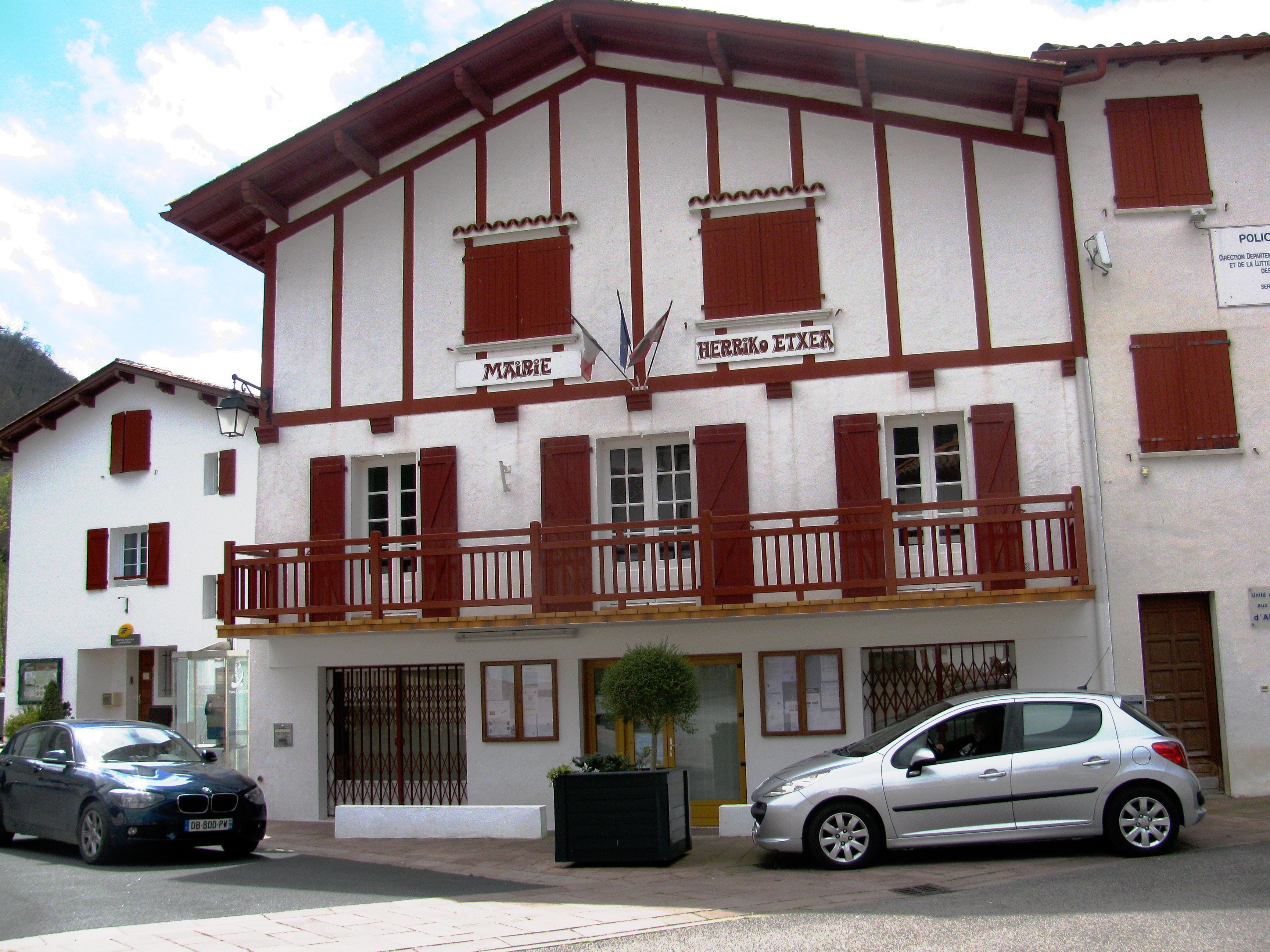
L'hôtel de ville.

| Période                                  | Période  | Identité          | Étiquette | Qualité |
| ---------------------------------------- | -------- | ----------------- | --------- | ------- |
| 1995                                     | 2001     | Pierre Bègue      |           |         |
| 2001                                     | 2014     | Gratien Curutchet | DVD       |         |
| 2014                                     | En cours | Catherine Bègue   |           |         |
| Les données manquantes sont à compléter. |          |                   |           |         |

### Intercommunalité
La commune appartient à quatre structures intercommunales :
- la communauté d'agglomération du Pays Basque depuis le 1er janvier 2017 ;
- le syndicat d'énergie des Pyrénées-Atlantiques ;
- le syndicat intercommunal pour l'aménagement et la gestion de l'abattoir de Saint-Jean-Pied-de-Port ;
- le syndicat pour le soutien à la culture basque.

## Population et société

### Démographie
Le nom des habitants est Arnegitar,,.
L'évolution du nombre d'habitants est connue à travers les recensements de la population effectués dans la commune depuis 1793. Pour les communes de moins de 10 000 habitants, une enquête de recensement portant sur toute la population est réalisée tous les cinq ans, les populations de référence des années intermédiaires étant quant à elles estimées par interpolation ou extrapolation. Pour la commune, le premier recensement exhaustif entrant dans le cadre du nouveau dispositif a été réalisé en 2006.

En 2022, la commune comptait 238 habitants, en évolution de +0,85 % par rapport à 2016 (Pyrénées-Atlantiques : +3,78 %, France hors Mayotte : +2,11 %).
| 1793 | 1800 | 1806 | 1821 | 1831 | 1836 | 1841 | 1846  | 1851 |
| ---- | ---- | ---- | ---- | ---- | ---- | ---- | ----- | ---- |
| 225  | 515  | 593  | 696  | 676  | 750  | 920  | 1 032 | 935  |

| 1856 | 1861 | 1866 | 1872 | 1876 | 1881 | 1886 | 1891 | 1896 |
| ---- | ---- | ---- | ---- | ---- | ---- | ---- | ---- | ---- |
| 907  | 941  | 902  | 836  | 823  | 772  | 685  | 704  | 699  |

| 1901 | 1906 | 1911 | 1921 | 1926 | 1931 | 1936 | 1946 | 1954 |
| ---- | ---- | ---- | ---- | ---- | ---- | ---- | ---- | ---- |
| 661  | 668  | 676  | 591  | 616  | 630  | 605  | 568  | 570  |

| 1962 | 1968 | 1975 | 1982 | 1990 | 1999 | 2006 | 2011 | 2016 |
| ---- | ---- | ---- | ---- | ---- | ---- | ---- | ---- | ---- |
| 526  | 444  | 397  | 337  | 314  | 286  | 279  | 241  | 236  |

| 2021 | 2022 | - | - | - | - | - | - | - |
| ---- | ---- | - | - | - | - | - | - | - |
| 237  | 238  | - | - | - | - | - | - | - |

### Enseignement
La commune dispose d'une école élémentaire publique.

### Sports
Les amateurs de pelote basque bénéficient d'un fronton et d'un trinquet.
Arnéguy est le point de départ pour monter au col d'Arnostéguy (1 236 m) et l'une des voies d'accès (partant de l'église d'Arnéguy), dont le point haut passe juste en dessous du pic de Beillurti (1 114 m) peut être considérée comme l'ascension la plus difficile de France sur route bitumée d'une longueur inférieure à 10 kilomètres (848 m d'ascension jusqu'au Pic de Beillurti, pour une distance de 6,70 kilomètres, soit une moyenne de 12,6 %). L'ascension présente notamment un premier kilomètre à 18,4 %, avec des passages significatifs dépassant les 25 %. Parmi les autres voies d'accès au col d'Arnostéguy au départ d'Arnéguy, la variante par le hameau d'Ondarolle (330 m) présente également de très forts pourcentages (jusqu'à 13 % sur un kilomètre).

## Économie

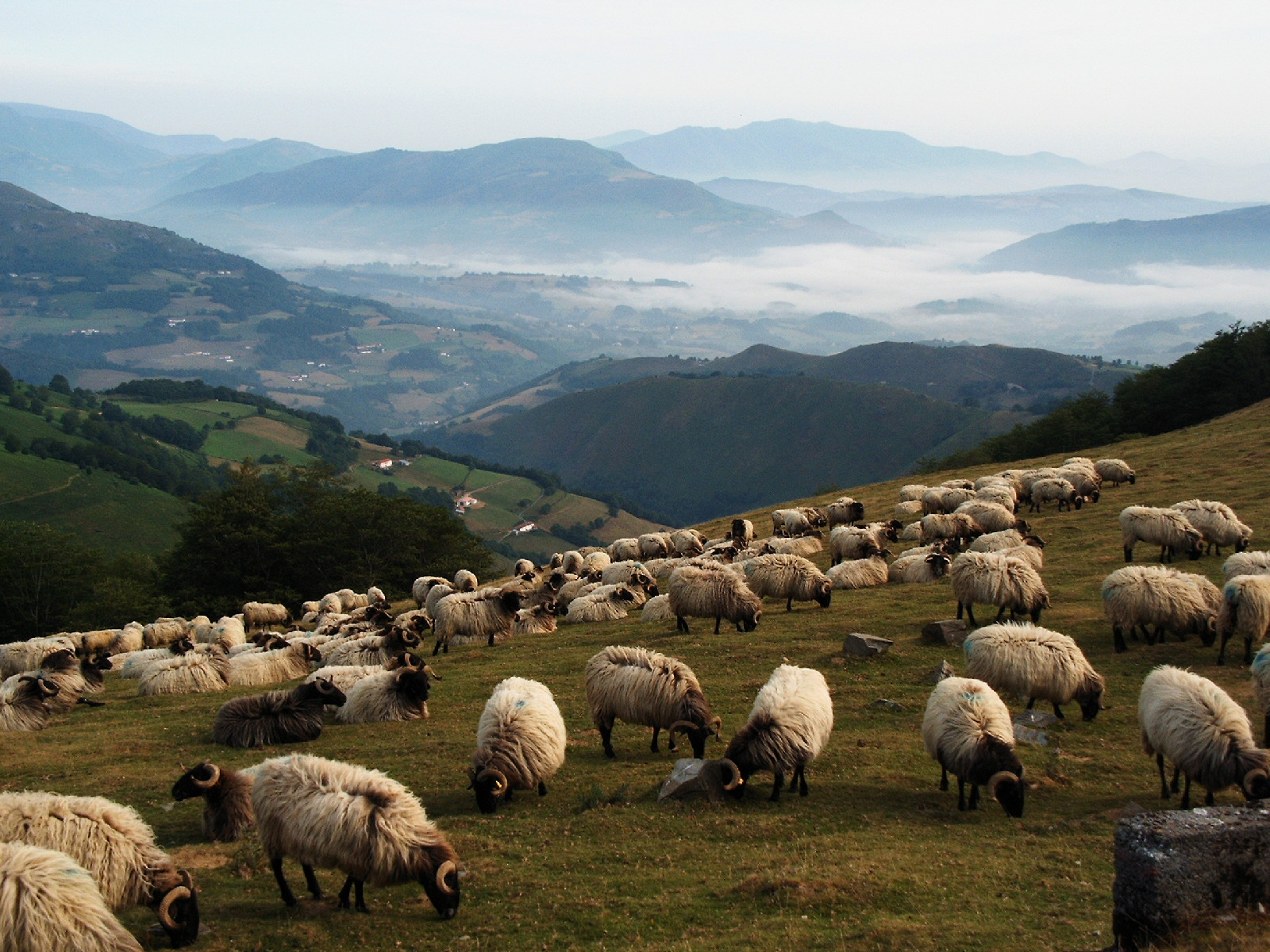
Arnéguy, pacage de brebis de race manech tête noire.

L'activité est principalement agricole, avec, notamment, la production de fromage de brebis (ardi gasna en basque). La commune fait partie de la zone d'appellation de l'ossau-iraty.
Le tourisme est également présent, avec la proximité de Saint-Jean-Pied-de-Port, de l'Espagne avec ses ventas (venta Peio, venta Xabi), son séculaire hôtel bar restaurant (hôtel Clementenia) et surtout par l'omniprésence de la nature (campagne, montagne, rivières), qui donne lieu à de multiples activités touristiques : randonnée pédestre, rafting, vol à voile, parapente, 4×4, VTT.

## Culture locale et patrimoine

### Lieux et monuments

#### Patrimoine civil
La maison Mikelainea date du XVIIIe siècle, de même que l'ancien presbytère, actuellement maison Erretoraenea.
Les fermes Erramunenea, Estebenea et la maison Handienea datent du XIXe siècle.

#### Patrimoine religieux
L'église de l'Assomption date des XVIIe et XIXe siècles.

### Pèlerinage de Compostelle
Situé sur le Camino navarro, le passage par Arnéguy puis Valcarlos (en Espagne) est une variante qui permet d'atteindre plus facilement le col de Roncevaux (Puerto de Ibañeta) et le village de Roncevaux (Orreaga-Roncesvalles), par mauvais temps ou sol enneigé.

### Personnalités liées à la commune
Le marquis de Salha était baron de Saint-Pée-sur-Nivelle et d'Arnéguy.[réf. nécessaire]